# Provincia de Extremadura
Extremadura (Estremadura en castellano antiguo, tal y como se refleja en las fuentes) fue una entidad de la corona castellano-leonesa, correspondiente al territorio de la denominada Extremadura leonesa y aparte de la Extremadura castellana. Fue una provincia de la corona de Castilla y más tarde de España, que representaría el topónimo y la memoria de Las Extremaduras (castellana y leonesa). Su territorio se correspondía aproximadamente con la actual comunidad autónoma de Extremadura, de la que constituye su precedente institucional. Tras la división territorial de España en 1833 (tras el plan de 1822), la región extremeña se dividió en dos nuevas provincias: la provincia de Cáceres y la provincia de Badajoz, que la integrarían.
Con orígenes como entidad territorial en los siglos XI-XII. Surge como provincia administrativa de la Corona castellano-leonesa en 1390 (a tenor de las Cortes de Toro de 1371), recuperando jurídicamente su independencia entre 1651 y 1653 con la compra del voto en Cortes, a partir de diferentes partidos y territorios que la conformaron (la provincia de León de la Orden de Santiago o la provincia de Trujillo, entre otras), ya que dependía jurídicamente de Salamanca desde  1591 (aunque ya existía previamente una concepción geográfica y territorial de la misma). Con anterioridad, encontramos instituciones extremeñas como la capitanía general de Extremadura (1641), cuya gobernación tenía competencias políticas y militares, al frente del Real Ejército de Extremadura. Y conformándose formalmente en 1785, con su reconocimiento de facto con la creación de la Real Audiencia de Extremadura (1790), cuya existencia real y unitaria proyecta una particular historia y cultura compartidas.

## Historia

### Antecedentes

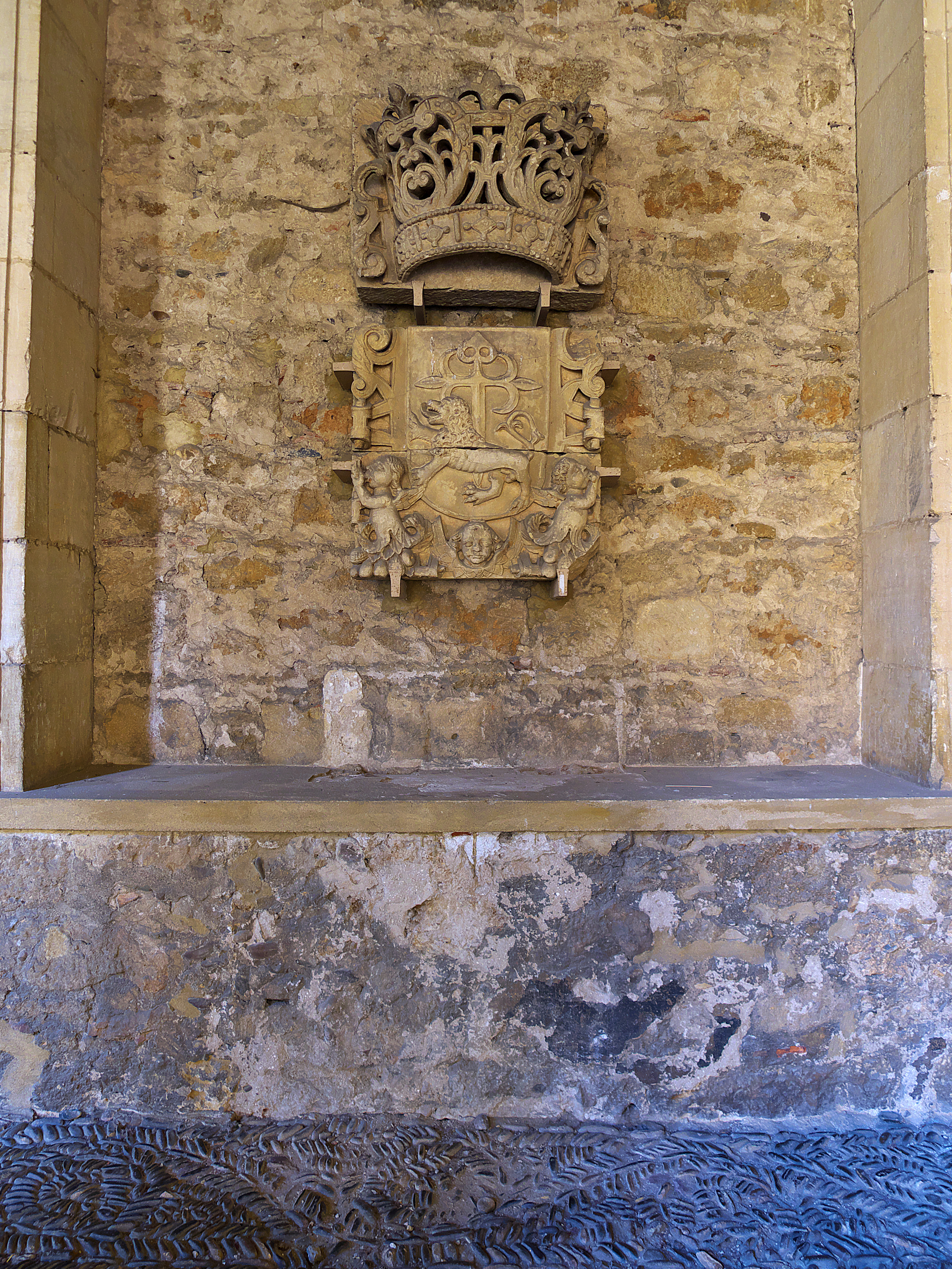
Escudo del Priorato en el Convento de San Marcos de León, que perteneció a la provincia de León de la Orden de Santiago.

Comunidades de Villa y Tierra de la Extremadura castellana (desde el).

La antigua provincia de Salamanca en 1591, según los votos en las Cortes de Castilla. Extendiéndose por la Extremadura leonesa.

Extremadura, se constituye como territorio al sur del Duero, haciendo alusión a aquellas tierras situadas en los extremos (en la frontera) desde los siglos X y XI (en la Corona de León aparece referenciada como entidad territorial en las Cortes de Benavente de 1202 junto a León, Galicia y Asturias), aunque hay que tener presente la evolución etimológica y territorial del mismo en otras regiones, haciéndose extensible el término, así como su aparición en las intitulaciones reales (siglo XII). Con la denominada Reconquista la Extremadura leonesa se extiendería hacia Badajoz (siglo XIII), conformándose así su precedente institucional.
En el tránsito del siglo XV al XVI se fue diluyendo el concepto unitario de Las Extremaduras (castellana y leonesa) a medida que se fue adoptando el nombre solamente para la actual Extremadura. Recordemos la conformación, como entidad administrativa, de la denominada "Provincia de Estremadura" en las Cortes de Segovia de 1390 (a tenor de las Cortes de Toro de 1371), en las que se incluía o hacía mención a la denominada Extremadura castellana (cuya zona contaba con un reconocimiento jurídico en las denominadas Comunidades de Villa y Tierra).
La provincia de Extremadura (Provincia de Estremadura en castellano antiguo, tal y como aparece en las fuentes), aparece con esa denominación en 1548, en el Libro de las grandezas y cosas memorables de España de Pedro de Medina, (denominándola Provincia de Estremadura a la región extremeña), distribuido según un criterio regional, en el que el historiador Miguel Ángel Ladero Quesada (miembro de la Real Academia de la Historia) destaca: «el pleno reconocimiento de la actual Extremadura como realidad bien definida"» desde entonces, denominación que conservarían otros autores del Antiguo Régimen para la región, con una conciencia clara de lo que es geográficamente Extremadura, como Diego Pérez de Mesa en su obra las Adiciones (1595), que distingue con precisos caracteres culturales a los extremeños, y en 1616 el doctor Juan Soropán de Rieros, en su Medicina española contenida en proverbios vulgares presenta una peculiar definición fisiográfica de Extremadura, así como en mapas de mediados y finales del siglo XVI (en la Description D′Estremadure en Espagne). En 1606, el padre Francisco de Coria redacta el texto de la obra Descripción e historia general de la provincia de Extremadura bajo una visión conjunta y una concepción unitaria de la región.

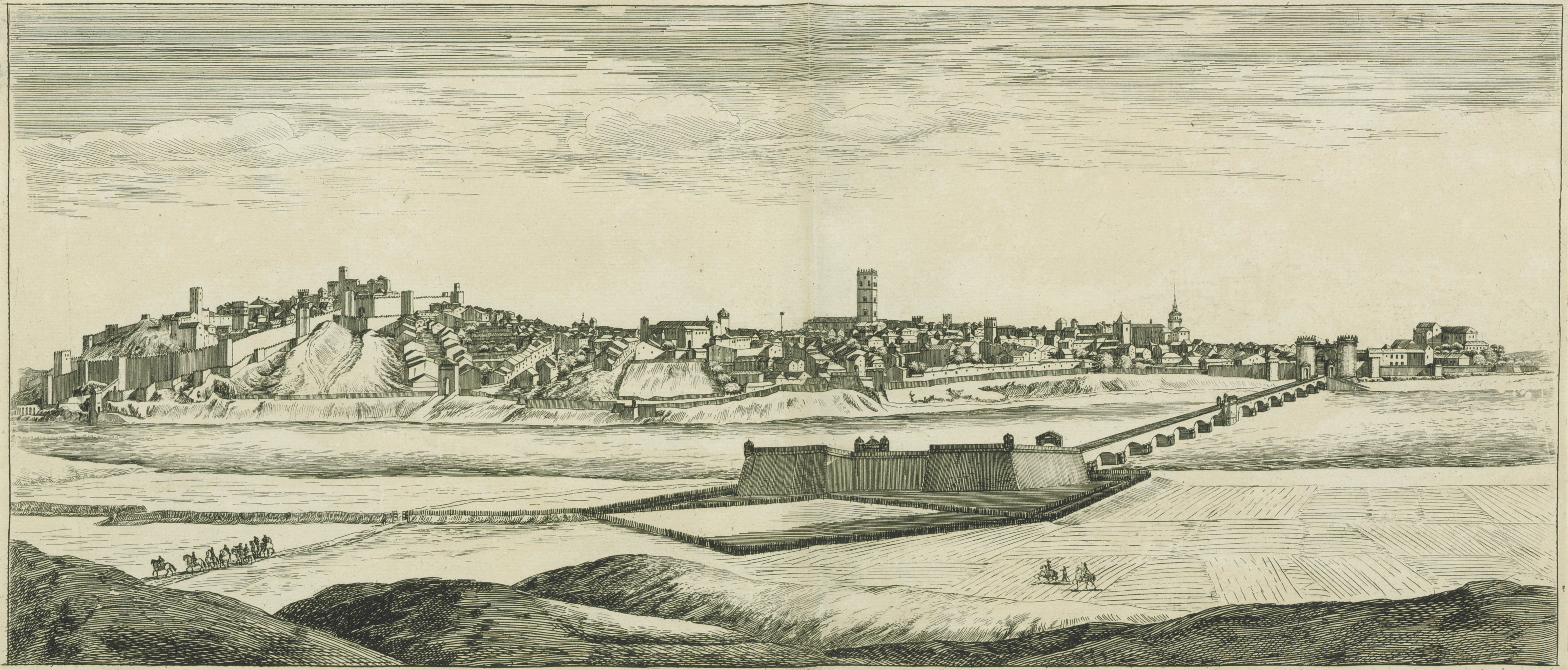
Dibujo de la ciudad fortificada y fronteriza de Badajoz, capital de la provincia de Estremadura (mediados del siglo). Murallas de la Alcazaba en el margen izquierdo. Hornabeque de la Cabeza del puente de Palmas en primer plano. Muralla medieval, catedral y Puerta de Palmas al fondo.

En la Baja Edad Media, Extremadura se componía de los partidos-obispados de Plasencia, Badajoz y las "sacadas" de Coria-Cáceres (con una vinculación al sector de Guadalupe —que correspondía a la sede toledana—, dado su carácter de centro devocional). Desde 1480 se desgajan los "partidos" de Trujillo, Casar de Palomero-Herguijuela y Medellín, individualizándose los "partidos" de los maestrazgos de Alcántara y la Provincia de León de la Orden de Santiago.
Dentro de la distribución de las provincias eclesiásticas, la creación de las provincias de Hermandad, constituidas a partir de 1282, con un fuerte componente histórico-regional, encontramos la provincia de León de Santiago (la capital era Segura de León —actual provincia de Badajoz—, subdividida en los partidos de Mérida y Llerena), vinculadas al Priorato de San Marcos de León, que comprendía todo lo que era el Reino de León, incluyendo la Extremadura leonesa.
El espacio regional extremeño estaba profundamente señorializado, la mitad pertenecía a la jurisdicción de las órdenes militares de Santiago y Alcántara, una cuarta parte a diversos linajes nobiliarios y otra a tierras de concejos realengos (Plasencia, Trujillo, Cáceres, Badajoz, etc.), cuya representación en Cortes se extingue a principios del siglo XV.
Según el reparto de contribución correspondiente a 1491 aparecen dos provincias de Hermandad en el espacio extremeño: la provincia de Trujillo y la provincia de León de la Orden de Santiago, al situar sus cabeceras en Trujillo y en el señorío de la Orden de Santiago, cada una con sus diferentes "partidos". Desde 1528, Trujillo fue la única capital del territorio, contando según el Censo de Pecheros de Carlos I, con 48 789 vecinos pecheros (el 6,75 % de la población de la Corona de Castilla). En 1591, el Censo de los Millones, reconoce la provincia de Trujillo como una de las provincias de España, a la que pertenecían la mayoría de localidades de la actual Extremadura. Durante la incorporación de la Extremadura leonesa en la Corona de Castilla, este territorio no había consolidado instituciones propias, y dependía para votar a Cote de Salamanca, (la provincia de Salamanca creada en el reparto provincial de 1591, en el que quedaron integrados los partidos extremeños en lo que concierne a la representación en Cortes), ya que el derecho a votar a Cortes se extingue en sus principales ciudades desde el siglo XV. Recordemos que Galicia tampoco tenía voto en Cortes y dependía de Zamora.

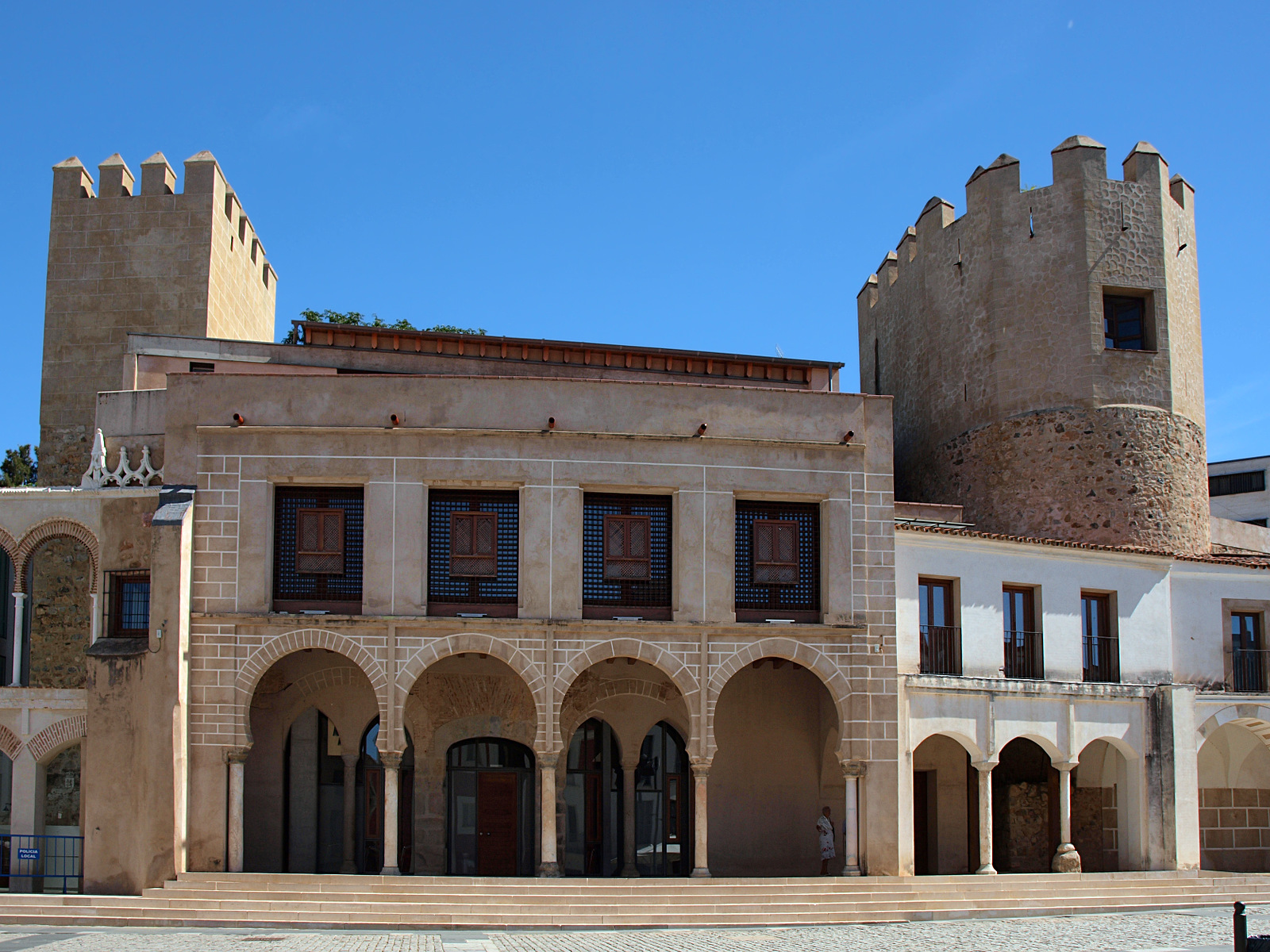
Badajoz, sede de la capital de la provincia de Extremadura.

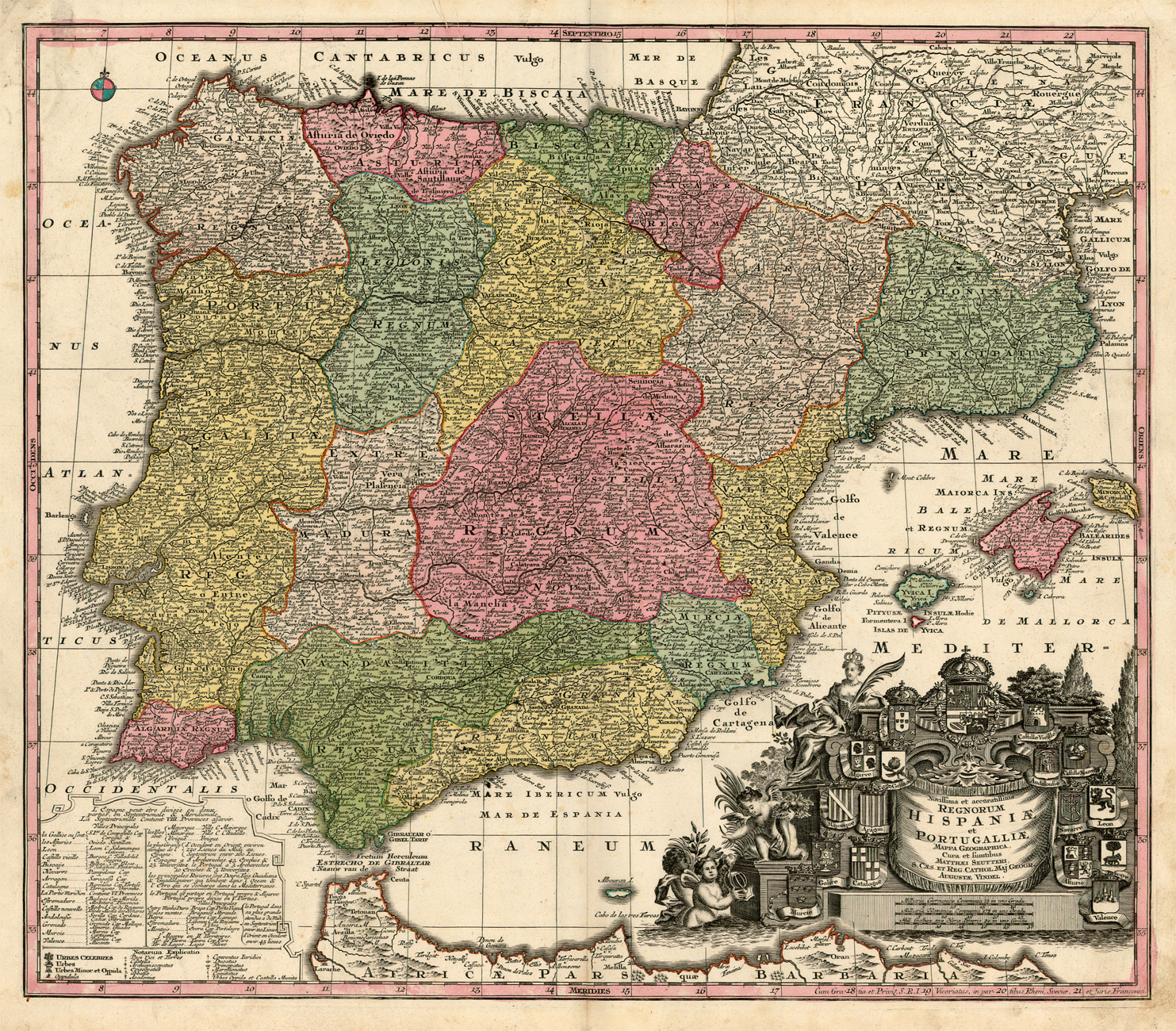
Extremadura en el conjunto de la Monarquía Hispánica (1734).

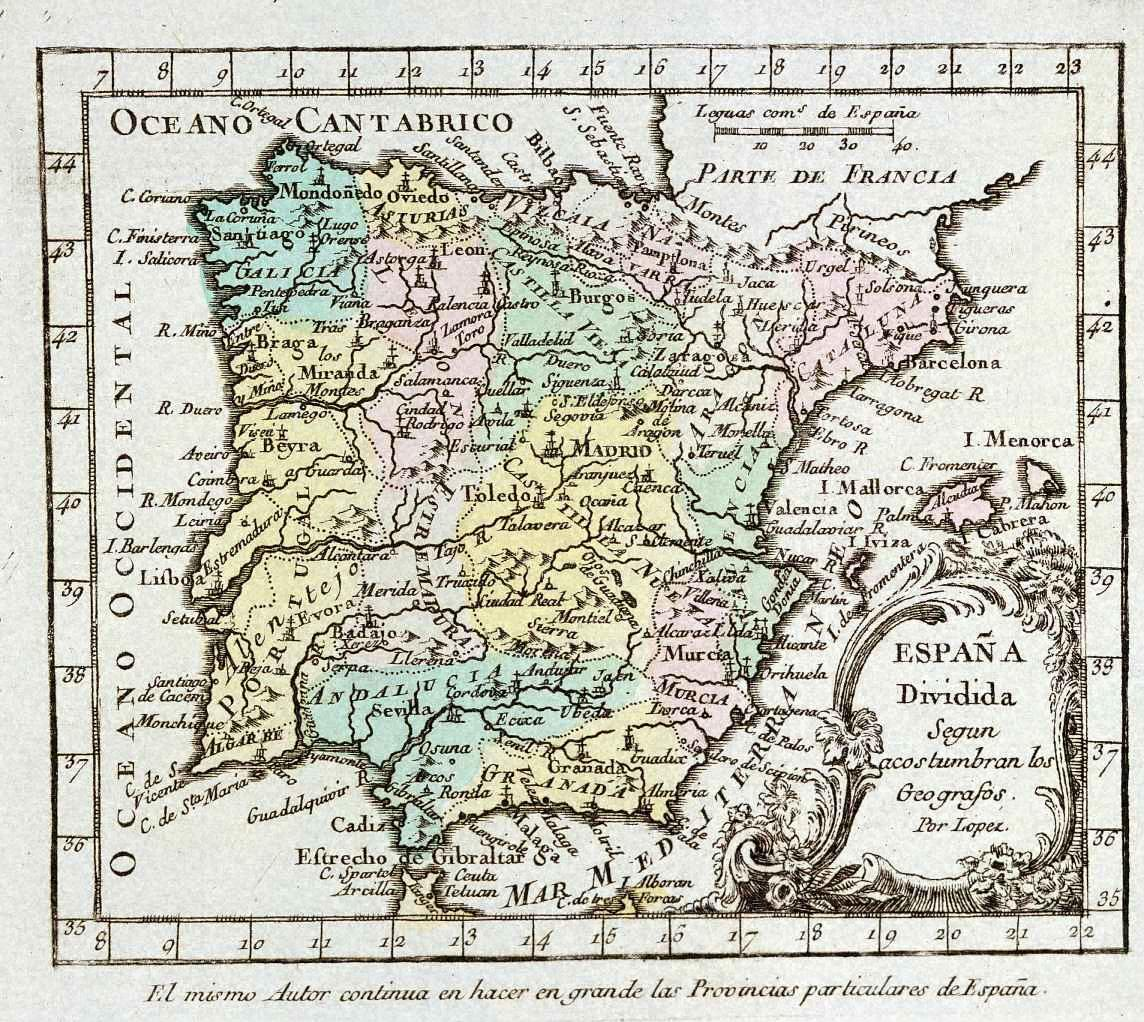
Extremadura en la España dividida por provincias, por Thomas López (1757). Biblioteca Nacional de España.

### Autonomía jurídica (1653)

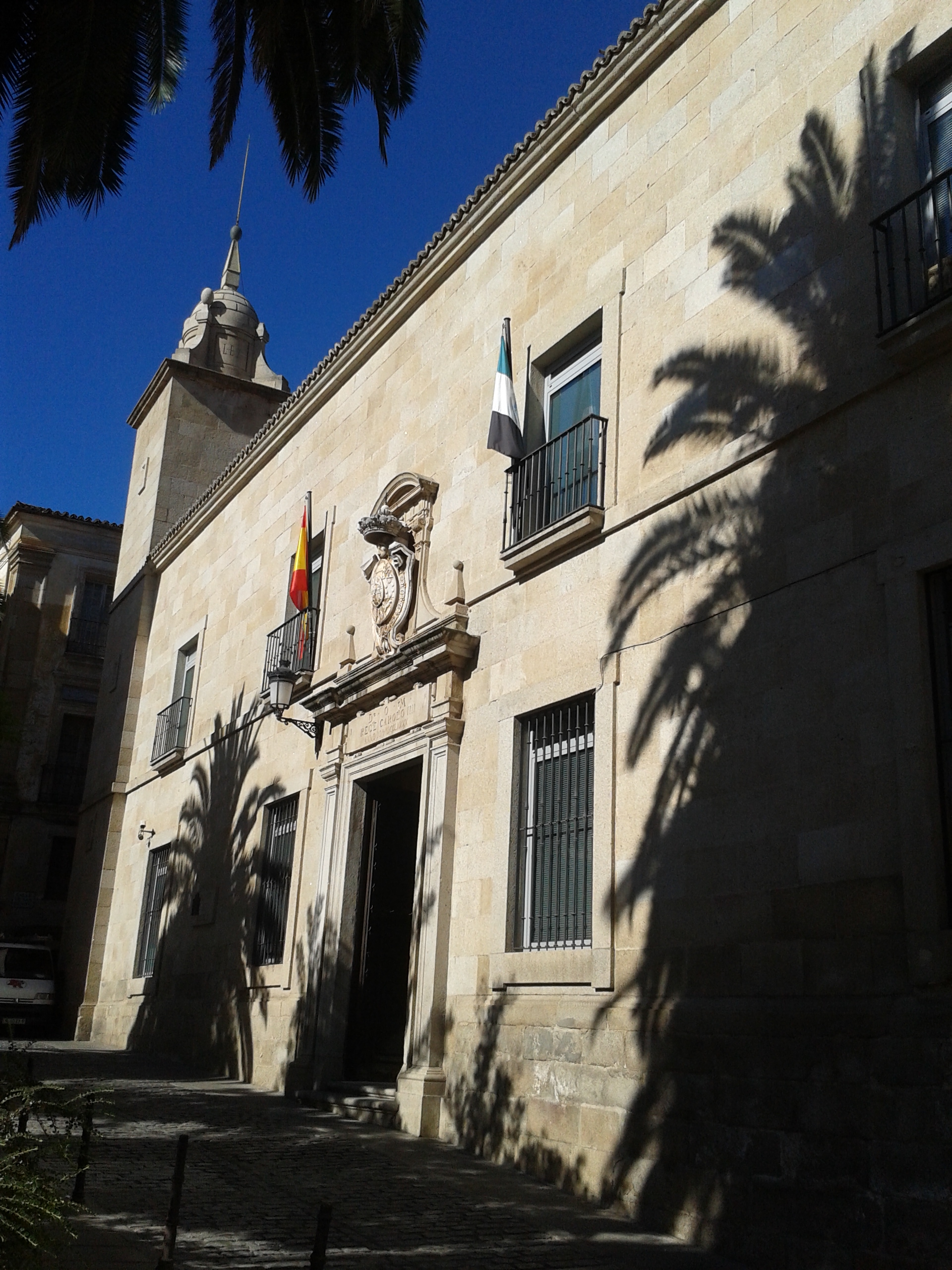
Sede de la Real Audiencia de Extremadura (Cáceres).

La provincia de Extremadura consigue jurídicamente su independencia dentro de la Monarquía Hispánica en 1653 al comprar Plasencia a la Corona un voto conjunto en las Cortes de Castilla (que había gozado de voto en Cortes hasta mediados del siglo XV), junto con las villas y ciudades de Badajoz, Mérida, Trujillo, Cáceres y Alcántara, al que no se adhirieron ni Llerena ni Jerez de los Caballeros, por valor de 80 000 ducados. Se compuso en su origen por los antiguos partidos o provincias de hermandad de Trujillo y León de la Orden de Santiago, junto con los alfoces de Coria y Granadilla. Este acuerdo fue confirmado en las Cortes de Madrid el 18 de junio de 1655. Así, las localidades de la provincia de Trujillo, a las que posteriormente se unirían otras, y algunas de la Provincia de León de la Orden de Santiago, obtuvieron representación en las Cortes, turnándose personas de las distintas ciudades en el cargo. La creación de la Provincia de Estremadura servirá de base territorial para las intendencias o circunscripciones provinciales de la administración borbónica. Hasta ese momento dependía sólo a nivel administrativo, en cuanto a voto en Cortes, de Salamanca.
Desde sus inicios la capital de Extremadura se fue consolidando en la ciudad de Badajoz, tradicional plaza fuerte, cuya gobernación estaba bajo la jurisdicción de la Capitanía General de Extremadura (o Gobierno Militar de Extremadura), y un Gobernador con funciones de Capitán general, al frente del Real Ejército de Extremadura (formado en torno a 1640, ante la guerra con Portugal, considerada la primera institución unitaria de toda la región, de las que se tenga constancia). Ya en 1580, Felipe II trasladó la Corte a Badajoz, de forma provisional (durante once meses), para anexionar Portugal al conjunto de la Monarquía Hispánica, además de ser el tradicional eje de las relaciones entre ambas Coronas.
En 1766 aparece en el "Mapa de la Provincia de Estremadura", por Thomas López, dedicado a Pedro de Alcántara Pimentel (dibujado con el oeste arriba -norte a la derecha-), unos límites mayores a su anterior demarcación reflejada desde el siglo XVI, y mucho más próximas a la actual Extremadura. En este mapa se refleja tanto los obispados (Plasencia, Badajoz y Coria-Cáceres), como los diferentes partidos (Badajoz, Alcántara, Cáceres, Llerena, Mérida, Plasencia, Trujillo y Villanueva de la Serena), realizando otro mapa similar en 1798.
En 1775 las ciudades de Badajoz, Mérida y Plasencia, junto con la villa de Alcántara, únicos municipios de Extremadura que tenían voto en las Cortes, acudieron al Consejo de Castilla solicitando una Real Audiencia en la provincia, para no tener que acudir a resolver sus pleitos a la Real Audiencia y Chancillería de Valladolid o en la Real Chancillería de Granada. Fue inaugurada el 27 de abril de 1791, instalando su sede en Cáceres (aunque trasladada por motivos bélicos y políticos a Badajoz, Garrovillas, Valencia de Alcántara y Trujillo), hasta que fueron supirimidas por decreto el 26 de enero de 1834 (pasando sus competencias a la Audiencia Territorial).
Bajo el reinado de Carlos III, el 22 de marzo de 1785, el conde de Floridablanca promovió la realización de un Prontuario o nomenclátor de los pueblos de España y se elaboraron mapas para facilitar el control del reino.

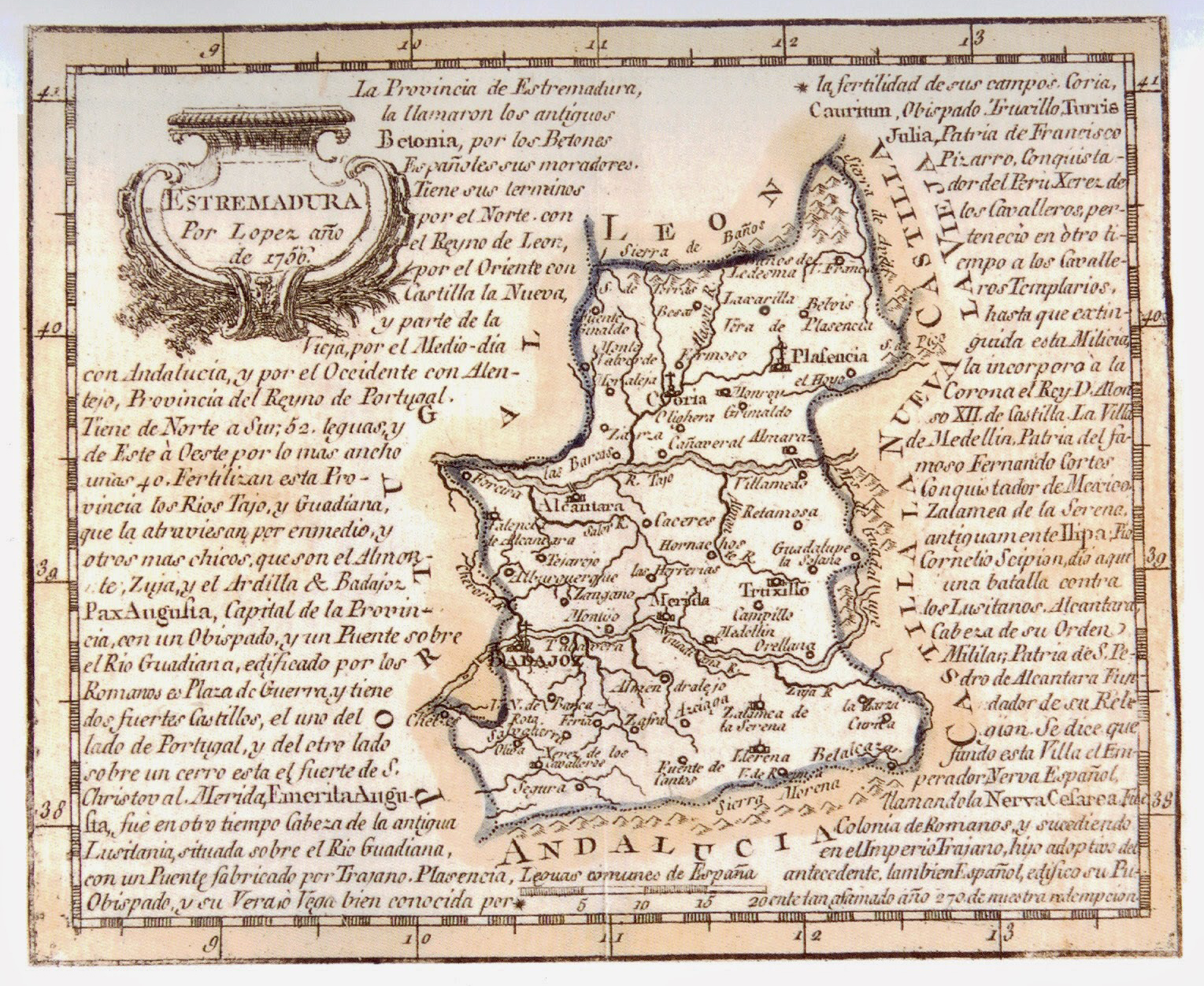
Mapa de la provincia de Estremadura, por Thomas López (1756), en el que se especifica su capital: Badajoz.

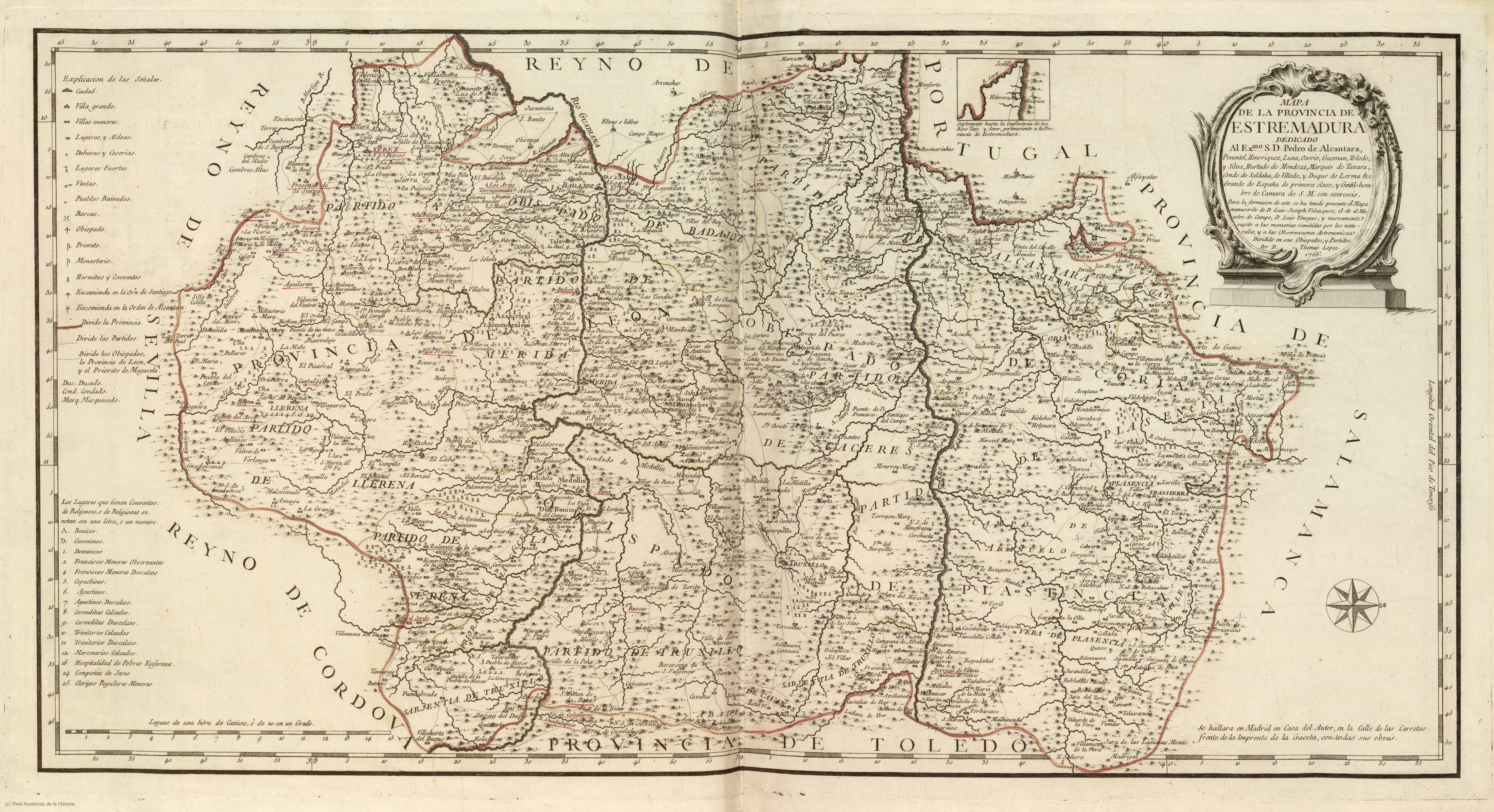
Mapa de la provincia de Estremadura (1766), con los límites ya muy similares a los de la actual Extremadura. Dibujado con el oeste arriba y el norte a la derecha.

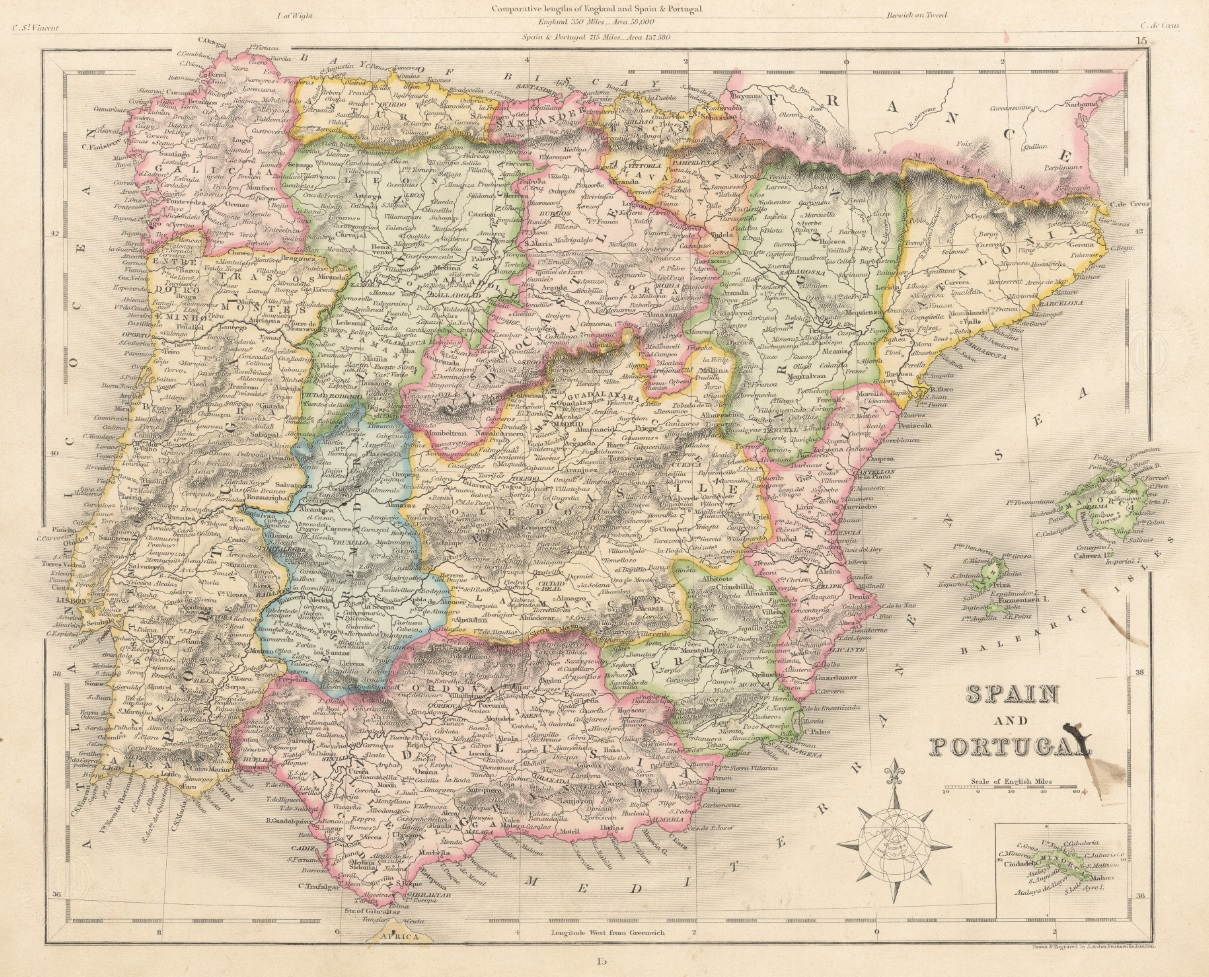
Mapa de 1841, realizado por J. Archer, que muestra para España la división territorial de Floridablanca de 1785.

En la publicación de 1789 de «España dividida en provincias e intendencias y subdividida en partidos, corregimientos, alcaldías, mayores, gobiernos políticos y militares... », Extremadura era una de las 38 provincias de España, y se dividía en ocho partidos: Alcántara, Badajoz, Cáceres, Llerena, Mérida, Plasencia, Trujillo y Villanueva de la Serena., y en el censo de 1799 se describe que tenía una extensión de 40 357 km² En 1810, el ministro de Estado de José Bonaparte, Mariano Luis de Urquijo, firmó el Decreto de 17 de abril de 1810 que establecía la división territorial en prefecturas según el plan de José María de Lanz y de Zaldívar, aunque no tuvo ningún tipo de implantación, aunque la división de Extremadura en dos prefecturas: Tajo y Alagón, Guadiana y Guadajira, sí tuvo repercusión en las divisiones posteriores, como antecedentes de las actuales provincias de Cáceres y Badajoz.
En el Itinerario descriptivo de las provincias de España (escrito por Alexandre Louis Joseph Laborde en 1826) dice que la provincia comprende 3 obispados que son: Badajoz, Plasencia y Coria (Coria-Cáceres), 3 cabildos catedrales, 30 encomiendas de las órdenes militares, 415 parroquias, 172 casas religiosas, 31 hospitales, 2 hospicios, 2 colegios para la instrucción de la juventud, 7 ciudades, 322 villas y lugares, capitanía general 11 gobiernos militares subalternos, intendencia y real audiencia. Las principales ciudades son Badajoz (la capital de la provincia), Plasencia, Coria, Mérida, Medellín, Trujillo, Jerez de los Caballeros, Llerena, Alburquerque, Alcántara, Zafra, Cáceres, Olivenza y otras.
En 1810 el gobierno afrancesado establece las prefecturas de Cáceres y Mérida. A mediados de 1813, la Regencia encargó a Felipe Bauzá una nueva división provincial en aplicación de la Constitución de Cádiz de 1812. En este proyecto la provincia de Extremadura fue dividida en las provincias de Cáceres y Badajoz, pero no entró en vigor por el regreso de Fernando VII y la anulación de la legislación de las Cortes. Este proyecto fue recuperado durante el Trienio Liberal y reformado por Felipe Bauzá y Agustín de Larramendi y tras el trámite parlamentario fue aprobado en el 14 de enero de 1822, y promulgado por Real Decreto de 27 de enero de 1822. Pero el plan de 1822 nunca entró en vigor con la restauración del absolutismo. Y una vez muerto Fernando VII, Javier de Burgos, secretario de Estado del Despacho del Fomento General del Reino, tomó como antecedente los proyectos previos, y estableció por el Real Decreto de 30 de noviembre de 1833 la definitiva división provincial: «Extremadura se divide en las de Badajoz y Cáceres». En 1837 aparece referenciado que la región de Extremadura se subdivide en alta y baja, compuesta, a su vez, de diferentes partidos.
En 1983 se constituye la región de Extremadura en comunidad autónoma dentro del nuevo marco autonómico español (manteniendo sus dos provincias) y constituyéndose una nueva capital con sede en Mérida.

## Enlaces
- Antonio Alfaro de Prado Definiendo Extremadura Archivado el 14 de febrero de 2013 en Wayback Machine.

- Datos: Q9063359